# اچ‌ام‌اس اسپلندید (اس۱۰۶)
اچ‌ام‌اس اسپلندید (اس۱۰۶) (به انگلیسی: HMS Splendid (S106)) یک زیردریایی است که طول آن ۸۲٫۹ متر (۲۷۲ فوت ۰ اینچ) می‌باشد. این زیردریایی در سال ۱۹۷۹ ساخته شد.